# Голуб миру (скульптура)
«Голуб миру» (азерб. Sülh göyərçini) — алегорична скульптура в Парку культури і відпочинку імені Насимі в Сумгаїті, Азербайджан. Вона є символом міста і зображений на його гербі.
Автори пам'ятника — головний художник Сумгаїта Вагіф Назіров і архітектор Асім Гулієв. Матеріал пам'ятника — монолітний бетон. Монумент відкрито у 1978 році в новому громадському парку, розташованому на узбережжі Каспійського моря.
Скульптура монументального стилю, білого кольору, має висоту декілька метрів і являє собою стилізоване зображення голуба, розтягнув крила і готується до зльоту. Розміщена на низькому п'єдесталі, площа навколо неї устелена плитами.
У 2008 році парк, а разом з ним пам'ятник, пройшов реконструкцію та реставрацію.
У 2012 році повідомлялося про плани знести пам'ятник, але в наступному 2013 році була зроблена його нова реставрація.

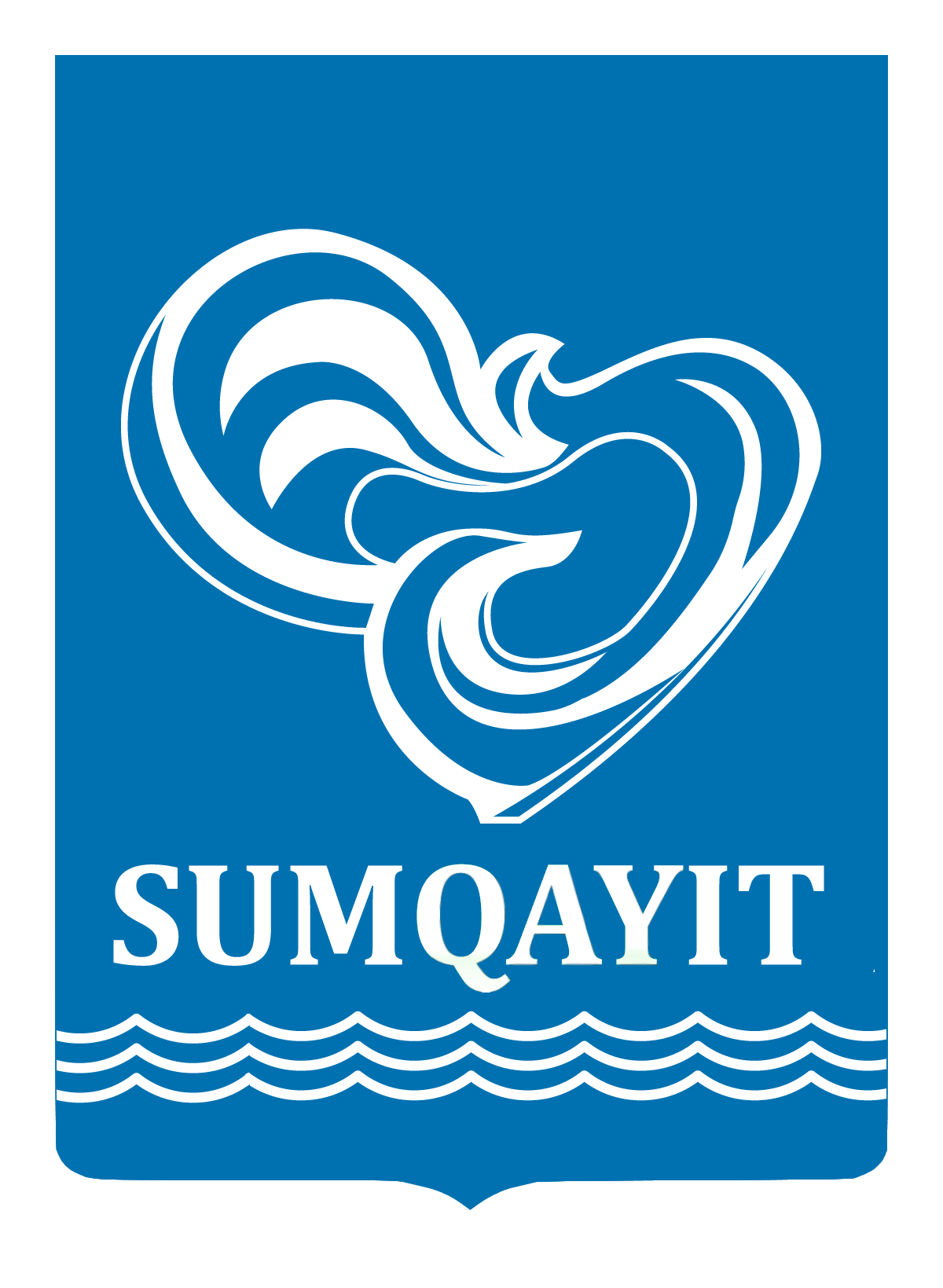
Герб міста Сумгаїт

## Поштові марки
Скульптура неодноразово з'являлася на поштових марках Азербайджану, присвячених Сумгаїту.

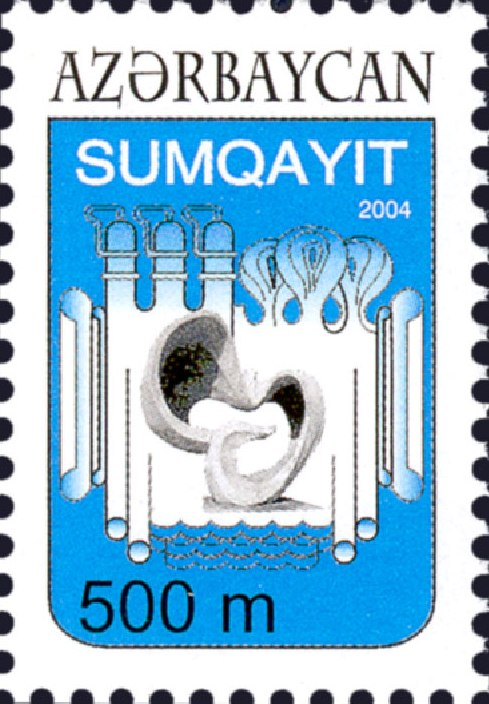
2004
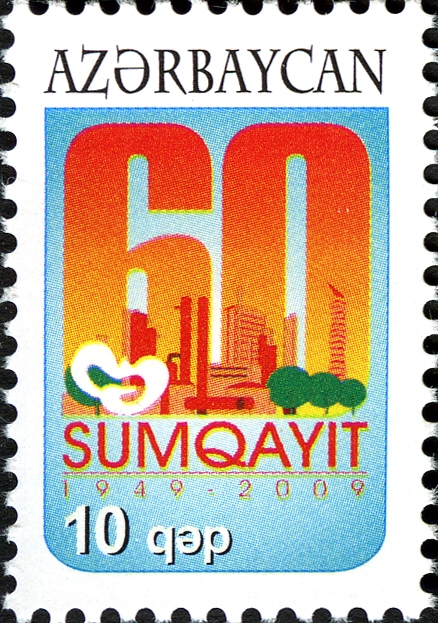
2009
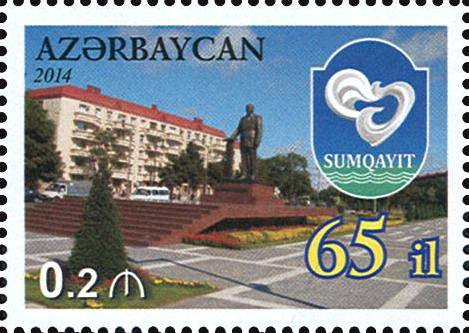
2014